# Conductimétrie

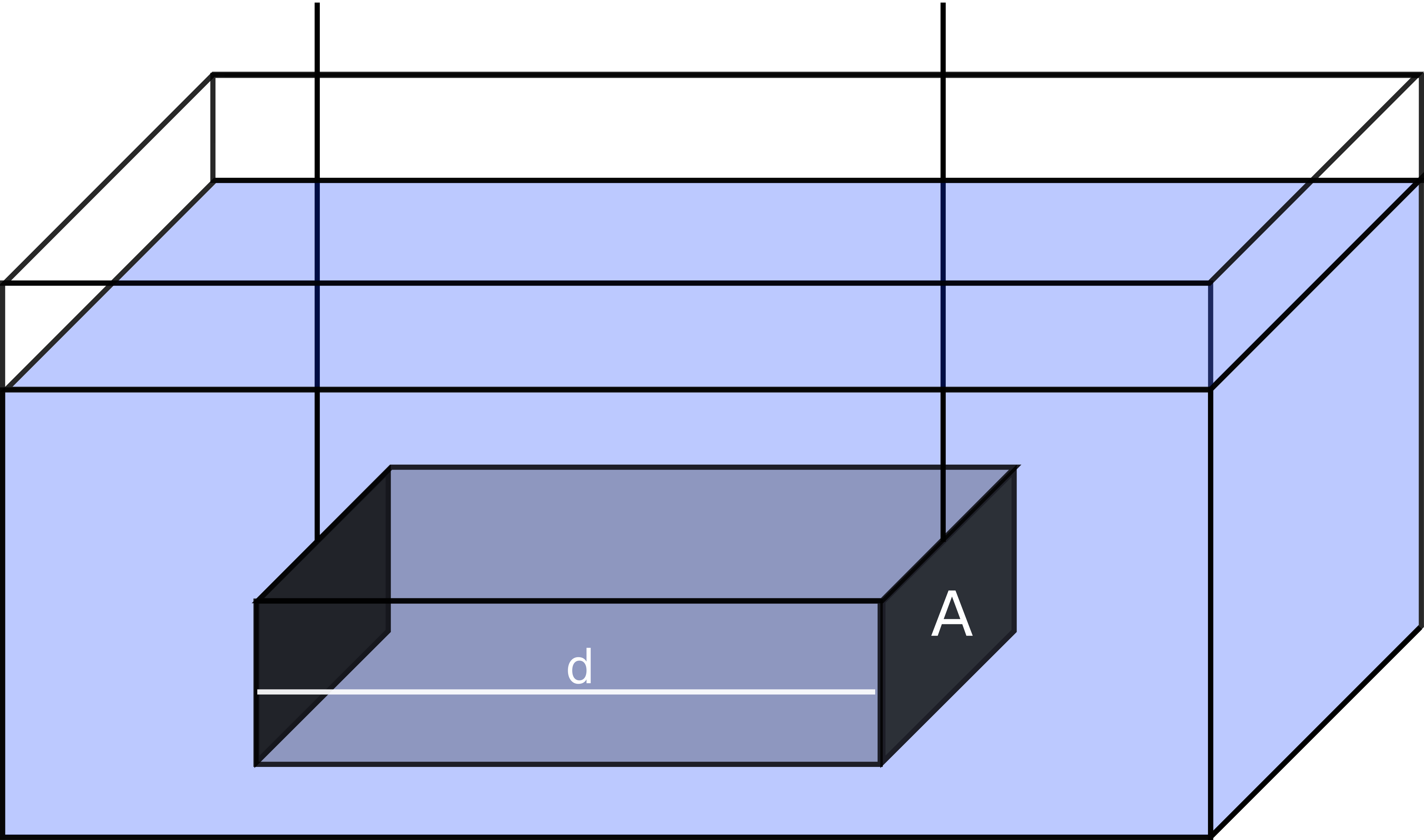
Représentation schématique d'une cellule de mesure conductimétrique.

Une solution ionique, aussi appelée électrolyte, est conductrice de l'électricité. La présence d'ions, chargés électriquement, assure le caractère conducteur de la solution. La mesure conductimétrique est une méthode d’électroanalyse qui permet de mesurer les propriétés conductrices d'une telle solution.
En pratique, on détermine la conductance électrique G d'un volume d'une solution à l'aide d'une cellule de mesure constituée de deux plaques parallèles de surface immergée S et séparées d'une distance l.
La conductance mesure la facilité qu'a une solution à laisser passer le courant.

## Conductivité σ d'une solution ionique
La valeur de la conductance G d'une solution ionique dépend de la nature de la solution, ainsi que de la géométrie de la cellule de mesure mais aussi du type d'anions et de cations contenus dans la solution. Elle peut être déterminée par la relation :
{\displaystyle G={\frac {\sigma \cdot S}{l}}}
avec {\displaystyle G} en siemens (S), {\displaystyle S} en mètres carrés (m2), {\displaystyle l} en mètres (m) et σ en siemens par mètre (S/m).
Cette conductance est :
- proportionnelle à la surface S des électrodes de la cellule de mesure (également appelée cellule de conductimétrie) ;
- inversement proportionnelle à la distance l entre les deux électrodes.

Par ailleurs, la conductance est l'inverse de la résistance : {\displaystyle G={\frac {1}{R}}} avec {\displaystyle G} en siemens (S) et {\displaystyle R} en ohms (Ω).
On peut donc à l'aide d'une simple cellule, d'un générateur de tension {\displaystyle U} et d'un ampèremètre branché en série, déduire la conductance à l'aide de la loi d'Ohm : {\displaystyle U=R\cdot I={\frac {I}{G}}} avec {\displaystyle U} en volts (V), {\displaystyle R} en ohms (Ω), {\displaystyle I} en ampères (A) et {\displaystyle G} en siemens (S). On peut aussi écrire : {\displaystyle G={\frac {I}{U}}}.
On appelle σ (sigma) la conductivité de la solution. Cette grandeur est caractéristique de la solution. Elle dépend :
- de la concentration des ions ;
- de la nature de la solution ionique ;
- de la température de la solution.

Un conductimètre, préalablement étalonné, permet d'afficher directement la valeur de la conductivité σ de la solution.
En effet on a les égalités suivantes :
{\displaystyle G=\sigma \cdot k} avec k = S/l soit {\displaystyle G=\sigma \cdot {\frac {S}{l}}={\frac {\sigma \cdot S}{l}}}
{\displaystyle \sigma ={\frac {G}{k}}={\frac {G}{\frac {S}{l}}}={\frac {G\cdot l}{S}}}, avec:
- {\displaystyle G} la conductance (en S) ;
- {\displaystyle \sigma } la conductivité de l'électrolyte (en S/m) ;
- {\displaystyle k} la constante de cellule (en m) ;
- {\displaystyle S} l'aire des plaques du conductimètre immergées dans la solution (en m2).
- {\displaystyle l} la distance entre ces deux plaques (en m) ;

Cependant certains auteurs définissent la constante de cellule de la manière suivante k = l/S (en m-1), et alors la relation devient : σ = G.k
Il est donc important de vérifier l'unité de k (m ou m-1) pour appliquer la bonne formule.

## Conductivité molaire ionique λi

### Espèces monochargées
La valeur de la conductivité σ peut être calculée à partir des conductivités molaires ioniques λi des ions qui composent cette solution (voir tableau ci-dessous donné à titre indicatif), ainsi que de leur concentration [Xi] :
{\displaystyle \sigma =\sum \lambda _{i}\cdot [X_{i}]}
Ceci constitue la loi de Kohlrausch, dans laquelle σ est en S m−1, λi en S m2 mol−1 et [Xi] en mol m−3.
Les conductivités molaires ioniques sont évaluées à l'aide des mesures des nombres de transport ioniques.
| ion      | λ0 en mS.m².mol−1 |
| -------- | ----------------- |
| H3O+     | 34,98             |
| HO−      | 19,86             |
| Br−      | 7,81              |
| Rb+      | 7,78              |
| Cs+      | 7,73              |
| I−       | 7,68              |
| Cl−      | 7,63              |
| K+       | 7,35              |
| NH4+     | 7,34              |
| NO3−     | 7,142             |
| Ag+      | 6,19              |
| MnO4−    | 6,10              |
| F−       | 5,54              |
| Na+      | 5,01              |
| CH3COO−  | 4,09              |
| Li+      | 3,87              |
| C6H5COO− | 3,23              |

On remarque que les ions H3O+ et HO− ont, en solution aqueuse, une conductivité molaire ionique plus importante que celle des autres ions. Ces deux ions étant des dérivés de l'eau leur mobilité dans l'eau est en effet très importante : ils assurent la conductivité non plus par déplacement de matière, mais par déplacement de charges.
Cependant, dans le cas de l'eau pure, leur concentration est très faible (10−7 mol L−1) et leur contribution est donc négligeable : une solution d'eau pure ne conduit que très peu l'électricité.
Exemple : la conductivité d'une solution de chlorure de sodium de concentration c = [Cl−] = [Na+] = 2,00 mol m−3 est égale à :
σ = λCl−.[Cl−] + λNa+.[Na+]
σ = 7,63 × 10−3 × 2,00 + 5,01 × 10−3 × 2,00
σ = 2,53 × 10−2 S m−1.

### Espèces polychargées
Si les ions portent plusieurs charges, certaines tables de valeurs donnent les conductivités molaires spécifiques, c'est-à-dire ramenées à l'unité de charge. La loi de Kohlrausch prend alors la forme:
{\displaystyle \sigma =\sum z_{i}\lambda _{i}\cdot [X_{i}]}
- où {\displaystyle \lambda _{i}} est la conductivité équivalente ionique (à ne pas confondre avec la conductivité molaire ionique).
- et {\displaystyle z_{i}}, est le nombre de charges portées par l'ion, indépendamment de leur signe.

| ion    | λ en mS m2 mol−1 |
| ------ | ---------------- |
| SO42−  | 16,0             |
| C2O42− | 14,822           |
| Ba2+   | 12,8             |
| Ca2+   | 11,9             |
| Cu2+   | 10,7             |
| Al3+   | 18,9             |

| ion       | λ en mS m2 éq−1 |
| --------- | --------------- |
| 1/2SO42−  | 8,0             |
| 1/2C2O42− | 7,411           |
| 1/2Ba2+   | 6,4             |
| 1/2Ca2+   | 5,95            |
| 1/2Cu2+   | 5,35            |
| 1/3Al3+   | 6,3             |

## Méthodes conductimétriques
Les mesures de conductimétrie permettent de déterminer la concentration des ions contenus dans cette solution. Elles sont très utilisées en chimie pour :
- des dosages,
- des déterminations de cinétique chimique,
- des déterminations de constantes d'équilibres thermodynamiques (produit de solubilité par exemple),
- des titrages.